# Ferrovia Pechino-Shanghai
La ferrovia Pechino-Shanghai (in cinese 京沪铁路) è un'importante linea ferroviaria posta nel centro-est della Cina. Servendo importanti città, quali Pechino, Tientsin, Jinan, Xuzhou, Bengbu, Nanchino e Shanghai.

## Storia
La ferrovia fu costruita a tratte tra il 1896 e il 1912 e fu più volte ricostruita negli anni successivi.
Le ferrovia era separata dal fiume Azzurro: i passeggeri che viaggiano in treno da sud a nord dovevano scendere dal convoglio e prendere il traghetto per arrivare dall'altra parte del fiume. Dopo che il ponte sul fiume Azzurro di Nanchino fu aperto al traffico nel 1968, la ferrovia fu unificata e i sei traghetti del treno da Pukou a Xiaguan furono tutti sospressi il 5 maggio 1973.
Il 1º luglio 2005, la Pechino-Shanghai, iniziarono i lavori per l'elettrificazione. Dal 20 giugno 2006, l'intera linea è stata alimentata a 25 kV AC e dal 1º luglio, la ferrovia è stata ufficialmente elettrificata.
Dopo l'apertura della ferrovia ad alta velocità Shanghai-Nanchino, la capacità di trasporto della sezione Shanghai-Nanchino è stata notevolmente liberata e l'ufficio ferroviario di Shanghai ha aggiunto 20 coppie di treni merci dopo l'apertura.
Dal 2019 la linea è priva di passaggi a livello.

## Percorso

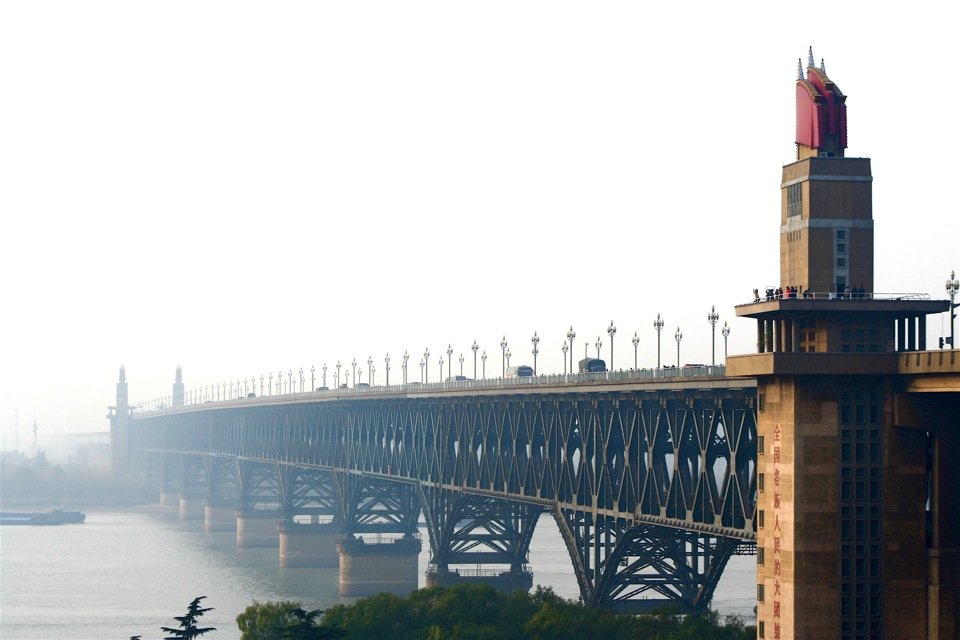
Il ponte sul fiume Azzurro a Nanchino, parte importante della linea, fu aperta al traffico nel 1968.

| Continuation backward |

| Station on track |

|  | Junction both to and from left | Unknown route-map component "CONTfq" |

|  | Unknown route-map component "ABZg+l" | Unknown route-map component "CONTfq" |

| Station on track |

|  | Unknown route-map component "ABZgl" | Unknown route-map component "CONTfq" |

| Unknown route-map component "CONTgq" | Unknown route-map component "KRZ+r" | Unknown route-map component "STR+r" |

|  | Unknown route-map component "eDST" | Straight track |

| Unknown route-map component "CONTgq" | Junction both to and from right | Straight track |

| Unknown route-map component "CONTgq" | Unknown route-map component "YRDq" | Unknown route-map component "ABZg+r" | Straight track |  |

|  | Unknown route-map component "KRWg+l" | Unknown route-map component "KRWr" |

| Stop on track |

| Unknown route-map component "CONTgq" | Unknown route-map component "ABZgr" |  |

| Stop on track |

| Stop on track |

|  | Unknown route-map component "ABZg+l" | Unknown route-map component "CONTfq" |

| Stop on track |

| Unknown route-map component "CONTgq" | Unknown route-map component "ABZg+r" |  |

| Unknown route-map component "STR+l" | Unknown route-map component "ABZg+r" |  |

| Straight track | Stop on track |  |

| Straight track | Unknown route-map component "YRD" |  |

| Small non-passenger station on track | Junction both to and from left | Unknown route-map component "STR+r" |

| Straight track | Straight track | Station on track |

|  |  | Straight track | Unknown route-map component "STR+c2" | Unknown route-map component "tSTR3+la" + One way leftward | Station on transverse track | Unknown route-map component "CONTfq" |

| Unknown route-map component "d" | Straight track | Unknown route-map component "ABZg+1u" | Unknown route-map component "dSTRc4" |  |

| Straight track | Station on track |  |

| Unknown route-map component "KRWl" | Unknown route-map component "KRWg+r" |  |

| Small non-passenger station on track |

|  | Unknown route-map component "CONTgq" | Unknown route-map component "KRZulr" | Stop on transverse track | Unknown route-map component "CONTfq" |

| Stop on track |

| Stop on track |

| Unknown route-map component "CONTgq" | Unknown route-map component "KRZu" | Unknown route-map component "CONTfq" |

| Station on track |

| Stop on track |

| Unknown route-map component "CONTgq" | Junction both to and from right |  |

| Station on track |

| Small non-passenger station on track |

|  | Unknown route-map component "ABZgl" | Unknown route-map component "CONTfq" |

| Stop on track |

| Unknown route-map component "CONTgq" | Unknown route-map component "ABZg+r" |  |

| Stop on track |

|  | Stop on track | Unknown route-map component "hCONTg" |

|  |  | Unknown route-map component "ABZgl" | Unknown route-map component "hKRZ" | Unknown route-map component "STR+r" |

|  |  | Unknown route-map component "hKRZWae" | Unknown route-map component "hKRZW" | Unknown route-map component "hKRZWae" |

|  |  | Stop on track | Elevated | Straight track |

|  |  | Junction both to and from left | Unknown route-map component "hKRZ" | Unknown route-map component "ABZg+r" |

|  |  |  | Straight track | Elevated | Junction both to and from left | Unknown route-map component "CONTfq" |

|  |  | Unknown route-map component "YRD" | Unknown route-map component "hBHF" | Straight track |

|  |  | Straight track | Elevated | Station on track |

|  |  | Junction both to and from left | Unknown route-map component "hKRZ" | Unknown route-map component "ABZgr" |

|  |  | Stop on track | Unknown route-map component "hABZgl+l" | Unknown route-map component "hSTRr" |

|  | Straight track | Unknown route-map component "hCONTf" |

| Unknown route-map component "CONTgq" | Unknown route-map component "ABZg+r" |  |

| Stop on track |

|  | Junction both to and from left | Unknown route-map component "CONTfq" |

| Unknown route-map component "CONTgq" | Unknown route-map component "kABZq2" | Unknown route-map component "KRZu+k3" | Unknown route-map component "CONTfq" |  |

| Unknown route-map component "kABZg+4" |

| Stop on track |

|  | Unknown route-map component "ABZgl" | Unknown route-map component "CONTfq" |

| Non-passenger station/depot on track |

| Unknown route-map component "CONTgq" | Junction both to and from right |  |

| Station on track |

| Stop on track |

|  | Unknown route-map component "ABZgl" | Unknown route-map component "CONTfq" |

| Stop on track |

| Stop on track |

|  | Junction both to and from left | Unknown route-map component "CONTfq" |

| Stop on track |

| Unknown route-map component "STR+l" | Junction both to and from right |  |

| Straight track | Unknown route-map component "YRD" |  |

| Unknown route-map component "CONTgq" | Unknown route-map component "ABZqlr" | Unknown route-map component "SPLag+r" + One way rightward |  |  |

| Unknown route-map component "vBHF-STR" |

| Unknown route-map component "vSTR-DST" |

|  | Unknown route-map component "vABZgl" | Unknown route-map component "vCONTfq" |

| Unknown route-map component "SPLe" |

| Unknown route-map component "CONTgq" | Unknown route-map component "ABZg+r" |  |

| Stop on track |

|  | Unknown route-map component "ABZgl" | Unknown route-map component "CONTfq" |

| Stop on track |

|  | Unknown route-map component "KRWgl" | Unknown route-map component "KRW+r" |

|  | Unknown route-map component "hKRZWae" | Unknown route-map component "hKRZWae" |

|  | Station on track | Straight track |

|  | Unknown route-map component "KRWg+l" | Unknown route-map component "KRWr" |

| Unknown route-map component "CONTgq" | Unknown route-map component "KRZur" | Unknown route-map component "CONTfq" |

| Unknown route-map component "YRD" |

| Unknown route-map component "CONTgq" | Junction both to and from right |  |

| Stop on track |

| Unknown route-map component "CONTgq" | Unknown route-map component "ABZg+r" |  |

| Stop on track |

|  | Junction both to and from left | Unknown route-map component "CONTfq" |

| Small non-passenger station on track |

| Unknown route-map component "KRW+l" | Unknown route-map component "KRWgr" |  |

| Small non-passenger station on track | Straight track |  |

| Unknown route-map component "KDSTxe" | Straight track |  |

| Unknown route-map component "exhKRZWae" + Unknown route-map component "exTRAJEKT" | Unknown route-map component "hKRZWae" |  |

| Unknown route-map component "KDSTxa" | Straight track |  |

| Unknown route-map component "KDSTaq" + Straight track | Unknown route-map component "KRZu+r" | Unknown route-map component "STR+r" |

| Unknown route-map component "KRWl" | Unknown route-map component "KRWg+r" | Straight track |

|  | Unknown route-map component "BHF-L" | Unknown route-map component "BHF-R" |

| Unknown route-map component "STR+l" | Unknown route-map component "KRZu" | One way rightward |

| Straight track + Unknown route-map component "MFADEf" | Unknown route-map component "ABZg+l" | Unknown route-map component "STR+r" |

|  | Small non-passenger station on track | Unknown route-map component "LSTR" |

| Unknown route-map component "CONTgq" | Junction both to and from right | Unknown route-map component "LSTR" |

|  | Unknown route-map component "YRD" | Unknown route-map component "LSTR" |

|  | Unknown route-map component "KRWgl" | Unknown route-map component "KRWg+r" |

|  | Unknown route-map component "eBST" | Small non-passenger station on track |

|  | Small non-passenger station on track | Unknown route-map component "ENDEe" |

| Small non-passenger station on track |

| Straight track + Unknown route-map component "MFADEg" | Small non-passenger station on track |  |

| Unknown route-map component "hCONTg" | Unknown route-map component "BHF-L" | Unknown route-map component "BHF-R" |  |  |

| Unknown route-map component "hSTRl" | Unknown route-map component "KRZh" | Unknown route-map component "KRZh" | Unknown route-map component "hCONTfq" |  |

| Unknown route-map component "eABZgl+l" | Unknown route-map component "eKRZu" | Unknown route-map component "exCONTfq" |

| One way leftward | Unknown route-map component "KRZu" | Unknown route-map component "STR+r" |

|  | Unknown route-map component "HST-L" | Unknown route-map component "HST-R" |

|  | Small non-passenger station on track | Straight track + Unknown route-map component "MFADEf" |

| Small non-passenger station on track |

| Small non-passenger station on track |

| Small non-passenger station on track |

|  | Small non-passenger station on track | Straight track + Unknown route-map component "MFADEg" |

|  | Unknown route-map component "BHF-L" | Unknown route-map component "BHF-R" |

|  | Unknown route-map component "HST-L" | Unknown route-map component "HST-R" |

|  | Small non-passenger station on track | Unknown route-map component "LSTR" |

|  | Unknown route-map component "BHF-L" | Unknown route-map component "BHF-R" |

|  | Small non-passenger station on track | Straight track + Unknown route-map component "MFADEf" |

| Small non-passenger station on track |

| Small non-passenger station on track |

| Small non-passenger station on track |

| Small non-passenger station on track |

|  | Small non-passenger station on track | Straight track + Unknown route-map component "MFADEg" |

|  | Unknown route-map component "BHF-L" | Unknown route-map component "BHF-R" |

|  | Small non-passenger station on track | Unknown route-map component "LSTR" |

|  | Small non-passenger station on track | Unknown route-map component "LSTR" |

|  | Unknown route-map component "STR+l" | Unknown route-map component "KRZu" | One way rightward | Continuation backward |

|  | Unknown route-map component "ABZg+l" | Unknown route-map component "KRZu" | Transverse track | One way rightward |

| Straight track + Unknown route-map component "MFADEf" | Station on track |  |

| Small non-passenger station on track |

| Straight track + Unknown route-map component "MFADEg" | Straight track |  |

| One way leftward | Unknown route-map component "KRZu" | Unknown route-map component "STR+r" |

|  | Stop on track | Straight track |

| Unknown route-map component "CONTgq" | Unknown route-map component "KRZu" | Unknown route-map component "ABZgr" |

|  | Small non-passenger station on track | Straight track + Unknown route-map component "MFADEf" |

| Unknown route-map component "CONTgq" | Junction both to and from right |  |

| Unknown route-map component "YRD" |

|  | Unknown route-map component "ABZgl" | Unknown route-map component "CONTfq" |

|  | Small non-passenger station on track | Straight track + Unknown route-map component "MFADEg" |

|  | Unknown route-map component "KRWg+l" | Unknown route-map component "KRWr" |

| Station on track |

| Station on track |

|  | Non-passenger end station | Scenic interest |